# Lichid multifazic
Un lichid multifazic este un amestec constând din trei sau mai multe lichide nemiscibile. Amestecurile bifazice (constând din numai două faze nemiscibile) sunt foarte frecvente și de obicei constau dintr-un compus organic solvent și o fază apoasă ("ulei și apă"). Lichidele multifazice sunt rare; sunt cunoscute numai lichide trifazice (cu trei faze) și tetrafazice (cu patru faze). Lichidele multifazice pot fi folosite pentru extracția lichid-lichid selectivă și/sau pentru scopuri decorative, de exemplu în cosmetică.
Deși este posibil a obține faze multistrat prin stratificarea fazelor nepolare și apoase cu densități din ce în ce mai mici spre partea de sus, aceste amestecuri nu se vor separa după amestecare, așa ca lichidele cu adevărat multifazice.

## Compoziție

### Amestecuri bifazice
Un sistem bifazic foarte cunoscut e format din apă și ulei.

### Amestecuri trifazice
- solvent nepolar/sistem apos bifazic
- apă/eter/nitril succinic

### Amestecuri tetrafazice
- lichid metalic (mercur)/solvent nepolar/sistem apos bifazic

## Vezi si
- Emulsie
- Extracție (chimie)
- Curgere multifazică
- Miscibilitate